# لغت فرنگ و پارس

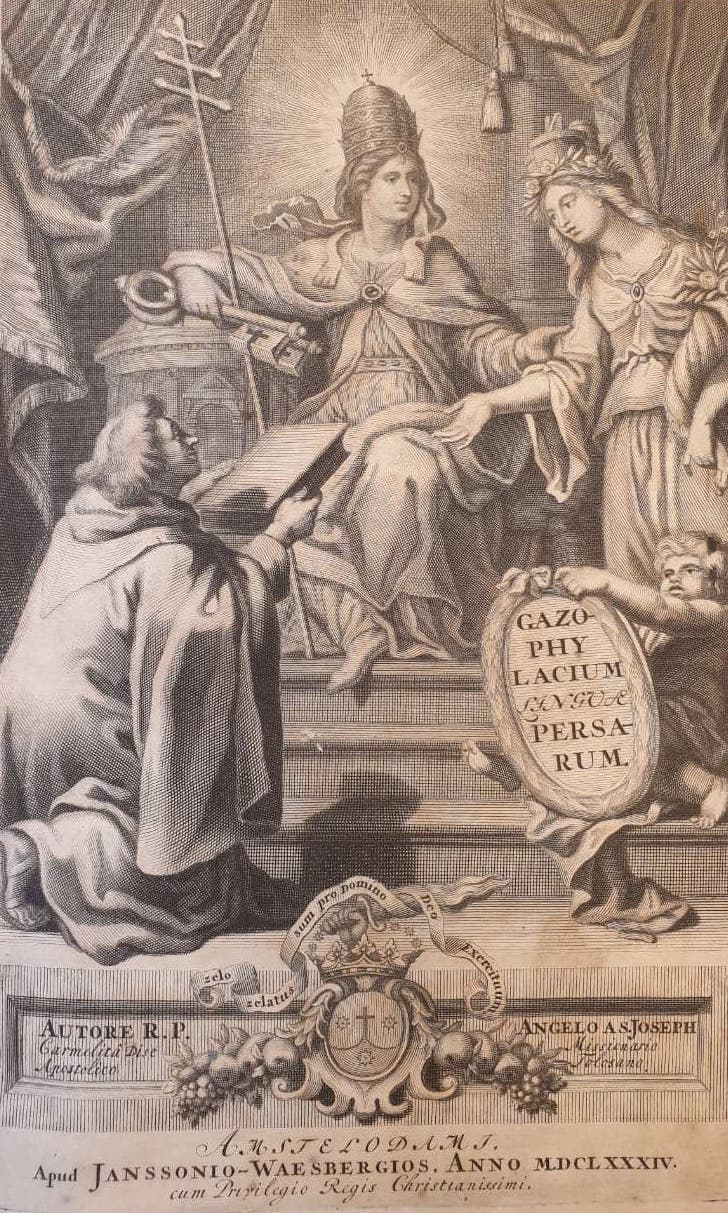
گزوفیلاسیوم یا لغت فرنگ و پارس

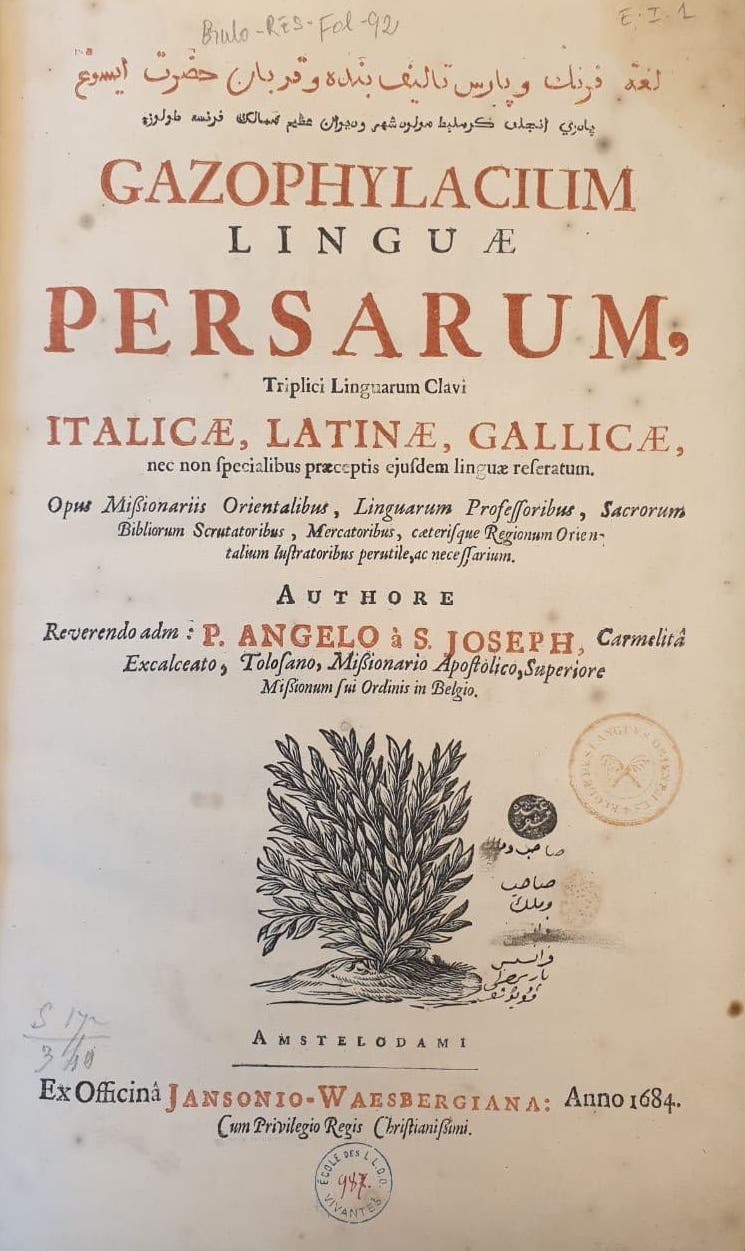
صفحه اول لغت فرنگ و پارس

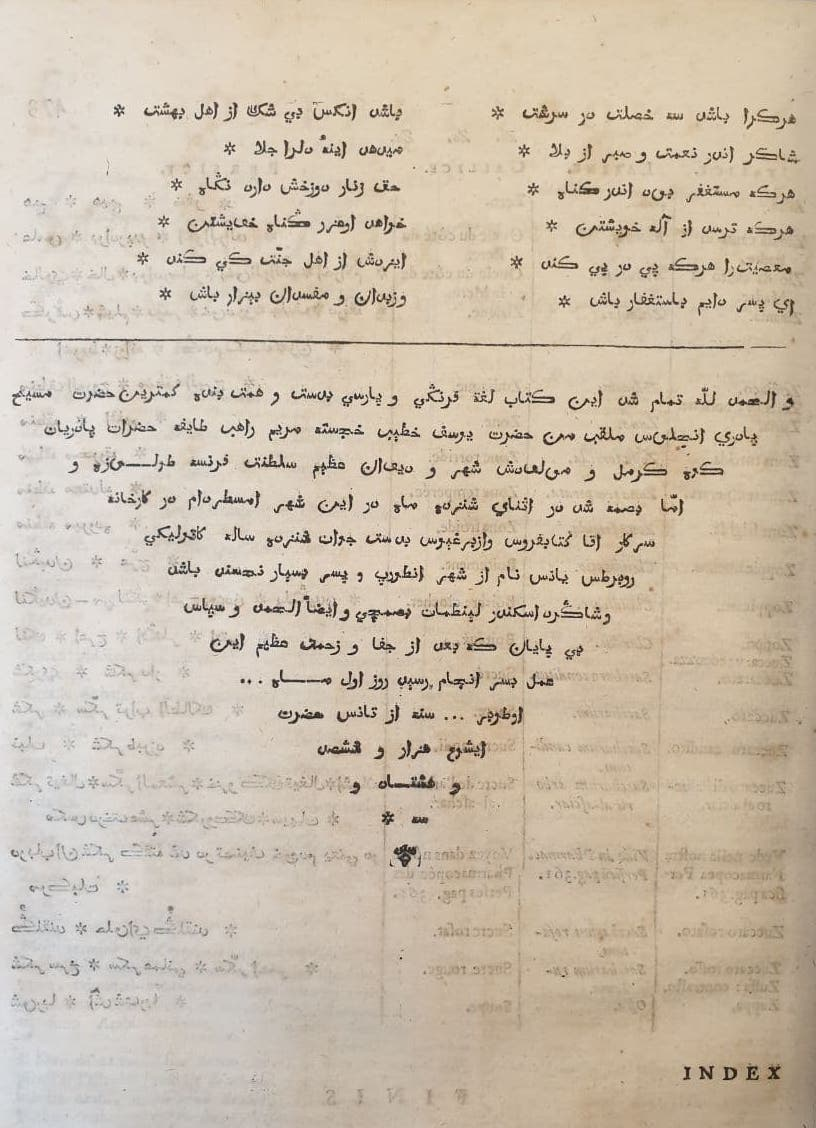
صفحه آخر لغت فرنگ و پارس

گزوفیلاسیوم یا لغت فرنگ و پارس (به لاتین: Gazophylacium linguæ Persarum)، نخستین لغت‌نامه زبان فارسی بر پایه چند زبان اروپایی، نوشته آنژ دو سن‌ژوزف روحانی کاتولیک فرقه مذهبی کَرمِل و میسیونر فرانسوی است که به مدت ۱۴سال در ایران صفوی و عراق زندگی کرده‌است.

## تاریخچه فرهنگ لغت فرنگ و پارس
آنژ دو سن‌ژوزف با نام اصلی ژوزف دو لابروس روحانی کاتولیک فرقه مذهبی کَرمِل در مدت اقامتش در ایران و آموختن زبان فارسی به فکر تهیه یک فرهنگ لغت فارسی افتاد که این امکان را به اروپاییان مخصوصاً میسیونرهای مسیحی بدهد که بتوانند در زمان کوتاهی به راحتی و عامیانه با ایرانیان صحبت کنند و از این طریق مسیحیت را وارد ایران کنند.
اعضای فرقه کَرمِل یا کَرمِلیت بخشی از جریان‌های بی‌شمار مذهبی بودند که در قرن ۱۷ میلادی مشغول فعالیت‌های میسیونری در کشورهای اسلامی از جمله ایران صفوی شدند. اعضای این فرقه مذهبی مانند سایر مبلغ‌های مذهبی به مطالعه و مشاهده زبان و فرهنگ کشورهای مورد اقامت خود می‌پرداختند و آثاری از خود به جا گذاشته‌اند. یکی از این آثار، گزوفیلاسیوم، اولین لغتنامه زبان فارسی بر پایه یک زبان اروپایی، نوشته آنژ دو سن‌ژوزف است. وی که از شاخه کَرم‌های پابرهنه یا پادَری است به مدت ۱۴ سال در ایران صفوی و عراق اقامت داشته‌است.
گرچه او درمدت اقامتش در اصفهان به تهیه این لغتنامه مشغول شد ولی کار تصحیح و چاپ آن درنهایت درهنگام بازگشت به اروپا و با دشواری‌هایی در چاپ انجام شد. در آن زمان برای بسیاری از انتشاراتی‌های اروپایی توانایی چاپ حروف زبان فارسی در این حجم امکان‌پذیر نبود.
وی در نهایت توانست نظر مساعد یک انتشاراتی در هلند را برای خرید حروف زبان فارسی جلب کند. سرانجام در اکتبر ۱۶۸۴ و بعد از ۱۶ ماه فعالیت کتاب گزوفیلاسیوم با نام فارسی «لغت فرنگ و پارس تألیف بنده و قربان حضرت ایسوع: پادری انجلی کرملیط مولود شهر طولوزه» در اکتبر سال ۱۶۸۴ در آمستردام همراه با یک مقدمه، چکیده دستور زبان فارسی و تعداد زیادی تایدیه به چاپ رسید.
گزوفیلاسیوم اولین لغتنامه فارسی چاپ شده در اروپا نیست، پیش از این ۳ لغت نامه فارسی دیگر نیز در اروپا به چاپ رسیده‌اند (در لیدن سال ۱۶۴۵، لندن سال ۱۶۶۹ و وین سال ۱۶۸۰). اما چنین به نظر می‌رسد که برعکس لغت نامه‌های پیشین که از زبان فارسی به زبانهای اروپایی نوشته‌شده‌اند، گزوفیلاسیوم اولین لغتنامه‌ایست که برپایه یکی از زبان‌های اروپایی به فارسی نوشته شده‌است.
پایه این فرهنگ لغت نامه زبانهای ایتالیایی، لاتین و فرانسوی هستند که معادل فارسی برای آنها نوشته شده‌است. بخش فارسی این لغتنامه تنها زبان فارسی را در بر نمی‌گیرد بلکه شامل تعداد زیادی لغت و ضرب‌المثل‌های عربی و ترکی هم می‌شود.
نوآوری دیگر این فرهنگ لغت در توضیحاتی‌است که در بخش‌هایی از کتاب در مورد دین، فرهنگ و زندگی روزمره ایرانیان ارائه می‌دهد که در نوبه خود حائز اهمیت است. آنژ دو سن‌ژوزف در مدت اقامتش در ایران سفر می‌کرده و موفق به دیدن نسخه‌های خطی بسیاری از علوم اسلامی، قرآنی و ادبیات فارسی شده‌است و نسخه‌هایی را که از نزدیک دیده، نام می‌برد. وی همچنین از نسخه‌های فارسی کتب مذهبی مسیحی نام می‌برد که امروزه اثری از آنها در دست نیست.

## ویژگی‌های کتاب
گرچه شخصیت شرق‌شناس آنژ دو سن‌ژوزف بیشتر به دلیل نوشته‌های او و اشکالات متعدد املایی و معنایی فرهنگ لغتش توسط اکثر محققان نقد شده‌است، با اینحال تاییده‌های مثبتی هم از این کتاب موجود است؛ زیرا در واقع نویسنده به هدف خود که تألیف کتابی برای استفاده روزمره اروپاییان باشد، رسیده‌است.
در این فرهنگ لغت مدخل کلمات در زبانهای مختلف اروپایی (ایتالیایی، لاتین و فرانسوی) ومعادل فارسی آن لزوماً متن یکسانی ندارند و در بعضی از مدخل‌ها لحن نویسنده در زبان فارسی و اروپایی کاملاً متفاوت است. حتی در بعضی موارد مدخل فقط به زبان فارسی یا فقط به زبان اروپایی نوشته شده‌است. تاجایی که تغییر لحن نویسنده به خصوص در مورد مسایل اعتقادی و مذهبی و مخصاصا توصیفاتی از دین اسلام، در زبانهای اروپایی با لحن تندتری نسبت به زبان فارسی نوشته شده‌است.

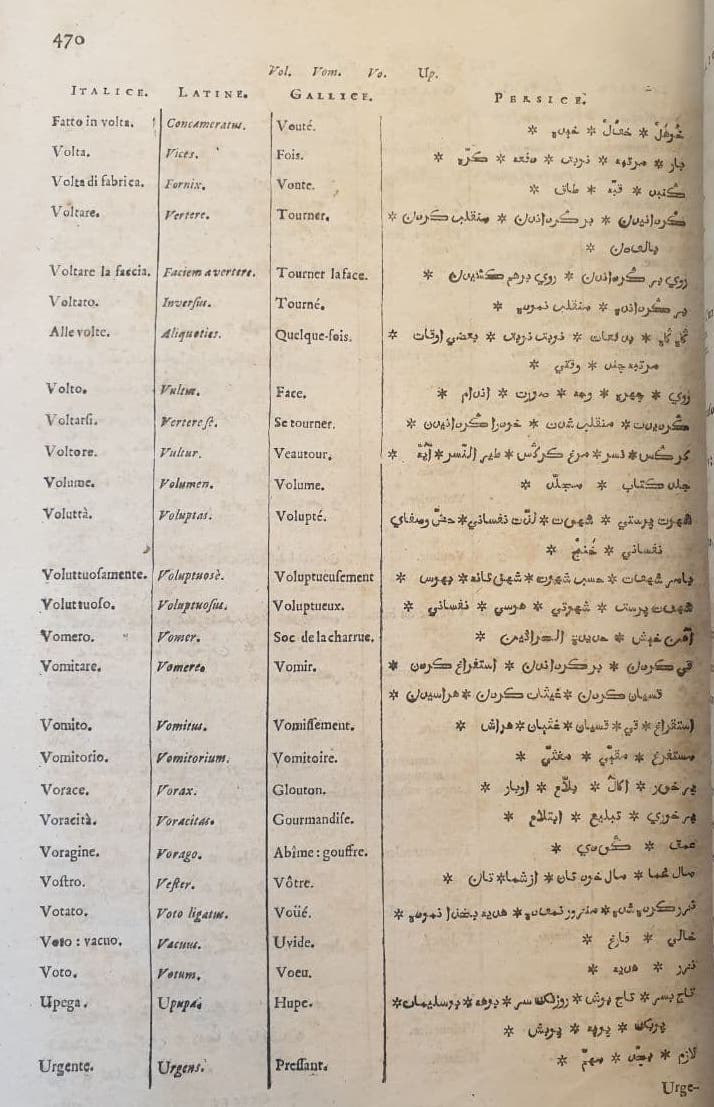
مدخل حرف و

علاوه بر این، مدخل‌های این لغتنامه فقط اطلاعاتی از شرق ارائه نمی‌دهند بلکه از غرب هم (بیشتر با نگاه مقایسه‌ای) توصیفاتی دارند که ازین نظر حائز اهمیت است.
با توجه به اینکه آنژ دو سن‌ژوزف در نوشته‌هایش بر برتری اروپا تأکید می‌کند، با اینحال در زمینه‌های متعددی مانند مواد غذایی، ریاضیات پیشرفته در شرق و مهارت‌های موسیقایی در ایران به دنبال تبادل بین شرق وغرب است.
با تمام این اوصاف این لغتنامه در نشان دادن بخشی از تاریخ روابط شرق و غرب و با تمام انتقاداتی که به کشورهای شرقی دارد مهم است و در نهایت به نظر می‌رسد که آنژ دو سن‌ژوزف کشورهایی که سالها در ان زندگی کرده را ستایش می‌کند.

## بخشی از متن کتاب در توصیفاصفهان
«بدانکه دارالسلطنه اصفهان بسیار بزرگ است و اما پایه‌تخت حضرت پادشاه فرنسه که شهر پاریس گویند هلبته زیاده باشد و نفرها بغایت زیاده می‌پرورد اما فضیلت اصفهان این است که چندین بلند درختهای چنار دارد که گویا صورة جنگل از بیرون نماید فقبول دارم حسن میدان بزرگ و سرای عظیم الدولت پادشاه ایران و حسن خیابان چارباغ ولیکن هر چند حسن عملی و طبیعتی با هم در این کارهای می‌بازند هیچ نسبت بکارهای ملوک فرنگ ندارند و حقیقت این است که جمیع مداین ایران برابر دولت و حسن و سوای فضایل شهر پاریس یگانه نمی‌اید و همین باید گفت دربارهٔ رومه و وندیک»